# Inger Segelström
Inger Segelström (* 25. Februar 1952 in Stockholm) ist eine schwedische Politikerin und Mitglied des Europäischen Parlaments für die Sveriges socialdemokratiska arbetareparti, als Teil der Sozialdemokratischen Partei Europas.

## Leben
1979 schloss Segelström ihr Jurastudium ab und war anschließend bis 1984 leitende Bürokraft im Zentralamt für Arbeit. Des Weiteren war sie von 1980 bis 1984 Vorsitzende der Stiftung „Alla Kvinnors Hus“. 1984 bis 1987 war Segelström Stellvertretende Stadtratssekretärin im Finanzdezernat der Stadtverwaltung von Stockholm. Danach war sie bis 1990 als Verwaltungschefin der Studentenvertretung an der Universität Stockholm tätig.
1988 bis 1994 war Segelström in der Provinz Stockholm politisch tätig, nämlich als Stellvertretendes Mitglied im Provinzrat der Provinz Stockholm (1988), als  Mitglied im Personalausschuss des Provinzialrats der Provinz (1989–1991), als Mitglied des Präsidiums des Provinzialrats (1992–1994) und als Umweltdezernentin im Gemeindeverbund der Provinz Stockholm (1990–1994). 1994 wurde sie in den schwedischen Reichstag gewählt. 1995 bis 2003 war sie Vorsitzende des Frauenverbands der Sveriges socialdemokratiska arbetareparti und ist seit 2003 Vorsitzende des Rates gegen Darstellung von Gewalt. 2004 wechselte Segelström vom schwedischen Reichstag in das Europäische Parlament.

## Derzeitige Posten als MdEP
- Mitglied im Ausschuss für bürgerliche Freiheiten, Justiz und Inneres
- Mitglied im Nichtständiger Ausschuss zur behaupteten Nutzung europäischer Staaten durch die CIA für die Beförderung und das rechtswidrige Festhalten von Gefangenen
- Stellvertreterin im Ausschuss für auswärtige Angelegenheiten
- Stellvertreterin in der Delegation im Parlamentarischen Kooperationsausschuss EU-Russland